# Huhtamäki
Huhtamäki Oyj или просто Huhtamäki (фин. Huhtamäki Oyj) — финская компания по производству пищевой упаковки и одноразовой посуды. Представлена более чем в 30 странах мира. Акции компании торгуются на Фондовой бирже Хельсинки, входят в число 25 наиболее ликвидных бумаг, образующих ключевой фондовый индекс Финляндии OMX Helsinki 25.

## История
История компании Huhtamäki берёт своё начало в 1920 году, когда 20-летний Хейкки Хухтамяки (фин. Heikki Huhtamäki) взял ссуду в банке и открыл небольшую фабрику по производству конфет в городе Коккола. В начале 1930-х годов Huhtamäki поглотила несколько хлебопекарен в Турку и в дальнейшем производила широкий ассортимент кондитерской продукции. В 1940 году Huhtamäki поглотила фармацевтическую фирму Leiras, а в 1954-м производителя ликёров и другой алкогольной продукции фирму Marli. В 1960 году Huhtamäki поглотила фабрику Mensa в городе Хямеэнлинна, специализирующуюся на производстве мясных и рыбных полуфабрикатов. Mensa имела ряд технологических наработок в области упаковки и хранения пищевых продуктов, на этой технологической базе было сформировано дочернее предприятие Polarpak (позже Polarcup), которое специализировалось на производстве упаковки. В 1970—1980 годы Huhtamäki расширила диапазон своих инвестиций вплоть до того, что проявляла интерес к активам в отраслях металлургии и производства электронных компонентов.
В 1990-х годах Huhtamäki продала значительную часть ранее приобретённых активов и сосредоточила свою деятельность на производстве упаковки для пищевых продуктов. В 1999 году Huhtamäki объединилась с нидерландским производителем пищевой упаковки Royal Packaging Industries Van Leer, сменив своё название на Huhtamäki Van Leer Oyj. Но спустя год активы нидерландской стороны были выделены в отдельную структуру Van Leer Industrial и проданы американской компании Greif Brothersille, после чего Huhtamäki вернула себе прежнее название. В апреле 2012 году Huhtamäki поглотила китайского производителя пищевой упаковки и одноразовой посуды Josco, а в августе того же года американского производителя Winterfieldin. За свою 90-летнюю историю компания осуществила более 200 поглощений и продаж различных активов.

## Huhtamäki в России
С 1994 года в городе Ивантеевка Московской области функционирует завод и складской комплекс «Хухтамаки С. Н.Г.». На производстве в Ивантеевке делают одноразовую посуду, пищевую упаковку и упаковку для яиц. На конец 2015 года «Хухтамаки С. Н.Г.» насчитывало более 500 сотрудников, предприятие также является крупнейшим налогоплательщиком в городе. В июне 2015 года в особой экономической зоне «Алабуга» в Татарстане, в присутствии и. о. главы республики Рустама Минниханова, было открыто производство «Хухтамаки Фудсервис Алабуга». Как ожидается новое производство должно покрывать растущие запросы от клиентов Huhtamäki развивающих свой бизнес в Приволжском, Уральском, Сибирском федеральных округах, а также в республике Казахстан. Huhtamäki является лидером отрасли в России, так по состоянию на 2014 год компания покрывала более 30 % от общего объёма одноразовой продукции, и с запуском производства в Татарстане, этот показатель имеет тенденцию к росту. Часть продукции на российский рынок экспортируется из Европы и наоборот, часть произведённой в России продукции реализуется на зарубежных рынках.
Клиенты Huhtamäki в России работают преимущественно в двух сегментах пищевой индустрии:
- Foodservice — сети ресторанов быстрого обслуживания, производители безалкогольных напитков, кейтеринговые компании, кофейни и кафетерии и др. В этом сегменте постоянные клиенты — сети быстрого питания McDonald's, Burger King, KFC, производители напитков Coca-Cola, PepsiCo, Nestlé, товарные марки работающие в сфере продажи кофейных напитков Starbucks, Кофе Хауз, Шоколадница, Tchibo, Paulig, и др.[7] Huhtamäki также занимает доминирующее положение в поставках продукции для кафетериев, расположенных на АЗС крупных нефтяных компаний.
- Consumer Goods — производство и дистрибуция молочной и масложировой продукции, а также мороженого. В этом сегменте постоянные клиенты — Вимм-Билль-Данн, Пискаревский молокозавод, Valio, Lactalis, Nestlé, Unilever, Инмарко, Ice Berry и др.[7]

## Критика
В июне 2015 года Европейская комиссия оштрафовала Huhtamäki на 15,5 млн € за картельный сговор с другими участниками рынка.
Летом 2014 года сотрудники фабрики Huhtamäki, расположенной в городе Коммерс (штат Калифорния, США), недовольные условиями труда и уровнем зарплат, и столкнувшиеся с нежеланием компании идти на диалог, провели забастовку. Эта акция получила поддержку у работников на других фабриках Huhtamäki в США. Протестующие также заручились поддержкой крупнейшего в Северной Америке промышленного профсоюза Организации объединённых сталеваров. Летом и осенью 2014 года в нескольких странах (Бразилии, Польше, Турции, Австралии, Кении, Финляндии) различные профсоюзные организации провели акции солидарности с работниками Huhtamäki.